# ヨルグ・マイケル
ヨルグ・マイケル（Jörg Michael、1963年3月27日 - ）は、ドイツ・ドルトムント出身のドラマー。

## 略歴
1980年代からセッションドラマーとして活動していたが、ひとつのバンドに正式メンバーとして参加することは少なかったために、大量のディスコグラフィがある。所属したバンドのほとんどがジャーマンメタル、パワーメタルバンドで、このジャンルでは名の知れたドラマーの一人である。既婚者、夫人との間に一子がいる。
1984年から1987年まではレイジで活動、後にグレイヴ・ディガー、ランニング・ワイルド、メコン・デルタ、ヘッドハンターなどでも活動し、1995年からストラトヴァリウスに正式加入。1993年からランニング・ワイルドの正式メンバーでもあったが、1998年にストラトヴァリウスに専念するため脱退している。2003年にティモ・トルキとの対立により脱退するが、翌年に復帰。脱退中はイギリスのバンド、サクソンにサポートメンバーとして加入していた。その後も様々なバンドのサポートメンバーとして参加している。2010年、癌の診断を受け、予定されていたストラトヴァリウスのツアーは代役ドラマーにより行われた。2011年に個人的な事情にてストラトヴァリウス脱退を発表。11月にフィンランド国内でのツアーが行われた。その後は一線を退いている。

## ディスコグラフィ

### Avenger
- Prayers of Steel (1984年)
- Depraved to Black (EP, 1985年)

### レイジ
- Reign of Fear (1986年)
- Execution Guaranteed (1987年)
- 10 Years in Rage (1995年)

### Der Riss
- They All Do What Their Image Says (EP, 1986年)

### 100 Names
- 100 Names (1986年)

### The Raymen
- Going Down to Death Valley (1986年)
- The Rebel Years (best-of) (1995年)

### Metal Sword
- Metal Sword (1986年)

### メコンデルタ
- Mekong Delta (1986年)
- The Music of Erich Zann (1988年)
- Toccata (1989年)
- Principle of Doubt (1989年)
- Dances of Death (1990年)
- Classics (1993年)

### X-Mas Project
- X-Mas Project (1986年)

### Tom Angelripper
- Ein Schöner Tag (1995年)

### Axel Rudi Pell
- Wild Obsession (1989年)
- Nasty Reputation (1990年)
- Eternal Prisoner (1992年)
- The Ballads (1993年)
- Between the Walls (1994年)
- Made in Germany-Live (1995年)
- Black Moon Pyramid (1996年)
- Magic (1997年)
- Oceans of Time (1998年)
- The Ballads II (1999年)

### Laos
- Laos (1989年)
- We Want It (EP, 1990年)
- More than a Feeling (EP, 1993年)
- Come Tomorrow (EP, 1993年)

### Headhunter
- Parody of Life (1990年)
- A Bizarre Gardening Accident (1993年)
- Rebirth (1994年)

### Schwarzarbeit
- Third Album' (1990年)

### Grave Digger
- The Reaper (1993年)
- Symphony of Death (EP, 1994年)

### ランニング・ワイルド
- Black Hand Inn (1994年)
- Masquerade (1995年)
- The Rivalry (1998年)

### Glenmore
- For the Sake of Truth (1994年)

### House of Spirits
- Turn of the Tide (1994年)
- Psychosphere (1999年)

### Unleashed Power
- Mindfailure (1997年)
- Absorbed (EP, 1999年)

### Andreas Butler
- Achterbahn Fahrn (1995年)

### ストラトヴァリウス
- Episode (1996年)
- Visions (1997年)
- Visions of Europe-Live (1998年)
- Destiny (1998年)
- The Chosen Ones-Best of (1999年)
- Infinite (1999年)
- Intermission (2000年)
- Elements, Pt. 1 (2002年)
- Elements, Pt. 2 (2003年)
- Stratovarius (2005年)
- Poraris (2009年)
- Elysium (2011年)

### Avalon
- Mystic Places (1997年)

### Die Herzensbrecher
- Seid Glücklich Und Mehret Euch (1998年)

### Andy & The Traceelords
- Pussy! (1998年)

### Beto Vázquez Infinity
- Beto Vázquez Infinity (2001年)

### サクソン
- Lionheart (2004年)

### Kaledon
- Chapter 3: The Way of the light (2005年)